# Lagynochthonius cavicola
Lagynochthonius cavicola är en spindeldjursart som beskrevs av William B. Muchmore 1991. Lagynochthonius cavicola ingår i släktet Lagynochthonius och familjen käkklokrypare. Inga underarter finns listade i Catalogue of Life.